# Rudi Moser
Rudi Moser (* 6. April 1898 in Berlin; † 15. April 1979 in Brisbane) war ein deutsch-jüdischer Röntgenologe, den das Reichsbürgergesetz der Nationalsozialisten zur Emigration veranlasste.

## Leben
Sein Vater war der SPD-Politiker Julius Moses. Er studierte von 1917 bis 1924 Medizin und promovierte im Jahre 1924. Von 1924 bis 1927 war er Ambulatoriumsarzt in Berlin.  Moser war bis 1933 Vertrauensarzt zunächst in Erfurt und ab 1929 in Apolda. Im Jahre 1933 wurde ihm die Funktion des Vertrauensarztes entzogen, und er durfte nur noch privat arbeiten. Nach dem nationalsozialistischen Reichsbürgergesetz von 1935 durfte er nur noch jüdische Patienten behandeln. Mehrere von Nationalsozialisten inszenierte Kampagnen gegen ihn ließen seinen Entschluss reifen, aus Deutschland zu emigrieren. Im September 1937 heiratete er seine Sprechstundenhilfe Eva Witepski, und im Oktober 1938 wanderte er über England nach Manila aus. Seit 1947 war er Professor und Leiter der röntgenologischen Abteilung der Hochschule für Medizin an der Manilaer Zentraluniversität. Ärzte aus dem ganzen Land besuchten seine Kurse über Röntgenheilkunde und Elektromedizin. Im Jahre 1949 gründete er die "Dr. Moser's School of Electromedicine and X-Ray (Refresher)". Im Mai 1952 siedelte er nach Brisbane in Australien über und wurde dort erst nach großen Schwierigkeiten wieder Radiologe und Strahlentherapeut. Die Bundesrepublik Deutschland verlieh ihm den Titel eines Medizinaldirektors. Moser starb in Brisbane, ohne noch einmal in Apolda gewesen zu sein. Im Jahre 1993 ehrte die Stadt Apolda den Verstorbenen durch die Benennung einer Straße nach seinem Namen.

## Leistungen
Moser entwickelte in Apolda die Lungenfürsorge weiter zu einem Zweig der Gesundheitsprophylaxe. Er beschäftigte sich mit dem Vorkommen von gesundheitsförderlichen Heilquellen im Gebiet von Apolda. Sozial Benachteiligte behandelte er oft kostenlos. Auf den Philippinen und in Australien gab er seine Kenntnisse uneigennützig an das auszubildende medizinische Personal des Landes weiter.

## Schriften
- The Cancer Problem.
- Lektionen der Radiologie.